# L'Erreur de compte capitaliste

L'Erreur de compte capitaliste est un livre écrit par Pierre-Joseph Proudhon. Décrite et dénoncée par Proudhon, l'« erreur de compte » correspond à une plus-value généré par le travail, mais accaparé par le patronat et/ou l'actionnariat, et qui selon Proudhon, correspond à un vol à l'origine de l'inégalité sociale, de la division des classes et de l'exploitation des travailleurs.

## Proudhon bien avant Marx
Proudhon cherchait et a trouvé avant Marx, l'origine de l'inégalité sociale, d'où la naissance de la division des classes, et ce qui correspond finalement à une véritable exploitation des travailleurs[réf. nécessaire]. l'« erreur de compte »  de Proudhon décrivait donc déjà l'exploitation des travailleurs dans le détail, avant même que Marx parle de l'aliénation des travailleurs par le travail et par la machine[réf. nécessaire], dans un langage socialiste scientifique[C'est-à-dire ?].

### Source(s)
- Brochure des Editions du Monde Libertaire, Quand Marx, Engels, Lénine "flinguaient" les anarchistes, p. 38, écrit par Guy Q. (dit Justhom).